# Temporada 1960 de Fórmula 1
Resultats de la Fórmula 1 a la temporada 1960. S'adjudicaven punts als cinc primers llocs (8, 6, 4, 3, 2). Un punt per la volta més ràpida. Per al recompte final del campionat només es tenien en compte els sis millors resultats dels nou possibles. També fou puntuable pel Campionat del món de constructors.

## Curses
| Rnd | Cursa                         | Data           | Circuit             | Pilot         | Equip                | Resultats |
| --- | ----------------------------- | -------------- | ------------------- | ------------- | -------------------- | --------- |
| 1   | Gran Premi de l'Argentina     | 7 de febrer    | Buenos Aires        | Bruce McLaren | Cooper - Climax      | Resultats |
| 2   | Gran Premi de Mònaco          | 29 de maig     | Mònaco              | Stirling Moss | Lotus - Climax       | Resultats |
| 3   | Gran Premi d'Indianapolis 500 | 30 de maig     | Indianapolis        | Jim Rathmann  | Watson - Offenhauser | Resultats |
| 4   | Gran Premi dels Països Baixos | 6 de juny      | Zandvoort           | Jack Brabham  | Cooper - Climax      | Resultats |
| 5   | Gran Premi de Bèlgica         | 19 de juny     | Spa-Francorchamps   | Jack Brabham  | Cooper - Climax      | Resultats |
| 6   | Gran Premi de França          | 3 de juliol    | Reims               | Jack Brabham  | Cooper - Climax      | Resultats |
| 7   | Gran Premi del Regne Unit     | 16 de juliol   | Silverstone         | Jack Brabham  | Cooper - Climax      | Resultats |
| 8   | Gran Premi de Portugal        | 14 d'agost     | Circuit de Boavista | Jack Brabham  | Cooper - Climax      | Resultats |
| 9   | Gran Premi d'Itàlia           | 4 de setembre  | Monza               | Jack Brabham  | Cooper - Climax      | Resultats |
| 10  | Gran Premi dels Estats Units  | 20 de novembre | Riverside           | Stirling Moss | Lotus - Climax       | Resultats |

## Posició final del Campionat de constructors de 1960
| Pos. | Equip                   | Punts |
| ---- | ----------------------- | ----- |
| 1    | Cooper - Climax         | 48    |
| 2    | Lotus - Climax          | 34    |
| 3    | Ferrari                 | 26    |
| 4    | BRM                     | 8     |
| 5    | Cooper - Maserati       | 3     |
| 6    | Cooper - Castellotti    | 3     |
| 7    | Porsche                 | 1     |
| 8    | Maserati                | 0     |
| 9    | JBW - Maserati          | 0     |
| 10   | Scarab                  | 0     |
| 11   | Behra-Porsche - Porsche | 0     |
| 12   | Aston Martin            | 0     |

## Posició final del Campionat de pilots de 1960
| Pos. | Pilot                     | N° | País          | Punts | Victòries | Podis | Poles |
| ---- | ------------------------- | -- | ------------- | ----- | --------- | ----- | ----- |
| 1    | Jack Brabham              | 2  | Austràlia     | 43    | 5         | 5     | 3     |
| 2    | Bruce McLaren             | 3  | Nova Zelanda  | 37    | 1         | 6     |       |
| 3    | Stirling Moss             | 5  | Regne Unit    | 19    | 2         | 2     | 4     |
| 4    | Innes Ireland             | 10 | Regne Unit    | 18    |           | 3     |       |
| 5    | Phil Hill                 | 9  | EUA           | 16    | 1         | 2     | 1     |
| 6    | Wolfgang von Trips        | 26 | Alemanya      | 10    |           |       |       |
| 7    | Olivier Gendebien         | 7  | Bèlgica       | 10    |           | 2     |       |
| 8    | Jim Clark                 | 12 | Regne Unit    | 8     |           | 1     |       |
| 9    | Richie Ginther            | 18 | EUA           | 8     |           | 1     |       |
| 10   | Jim Rathmann              | 4  | EUA           | 8     | 1         | 1     |       |
| 11   | Tony Brooks               | 6  | Regne Unit    | 7     |           |       |       |
| 12   | Cliff Allison             | 32 | Regne Unit    | 6     |           | 1     |       |
| 13   | Rodger Ward               | 1  | EUA           | 6     |           | 1     |       |
| 14   | John Surtees              | 18 | Regne Unit    | 6     |           | 1     | 1     |
| 15   | Maurice Trintignant       | 18 | França        | 4     |           | 1     |       |
| 16   | Paul Goldsmith            | 99 | EUA           | 4     |           | 1     |       |
| 17   | Graham Hill               | 17 | Regne Unit    | 4     |           | 1     |       |
| 18   | Jo Bonnier                | 15 | Suècia        | 4     |           |       |       |
| 19   | Willy Mairesse            | 16 | Bèlgica       | 4     |           | 1     |       |
| 20   | Giulio Cabianca           | 2  | Itàlia        | 3     |           |       |       |
| 21   | Don Branson               | 7  | EUA           | 3     |           |       |       |
| 22   | Henry Taylor              | 8  | EUA           | 3     |           |       |       |
| 23   | Carlos Menditeguy         | 6  | Argentina     | 3     |           |       |       |
| 24   | Johnny Thomson            | 3  | EUA           | 2     |           |       |       |
| 25   | Ron Flockhart             | 4  | Regne Unit    | 1     |           |       |       |
| 26   | Eddie Johnson             | 22 | EUA           | 1     |           |       |       |
| 27   | Lucien Bianchi            | 24 | Bèlgica       | 1     |           |       |       |
| 28   | Hans Herrmann             | 26 | Alemanya      | 1     |           |       |       |
| 29   | Jimmy Bryan               | 10 | EUA           |       |           |       |       |
| 30   | Wolfgang Seidel           | 10 | Alemanya      |       |           |       |       |
| 31   | Wayne Weiler              | 32 | EUA           |       |           |       |       |
| 32   | Vic Wilson                | 30 | Sud-àfrica    |       |           |       |       |
| 33   | Troy Ruttman              | 28 | EUA           |       |           |       |       |
| 34   | Tony Bettenhausen         | 2  | EUA           |       |           |       |       |
| 35   | Johnny Boyd               | 8  | EUA           |       |           |       |       |
| 36   | Shorty Templeman          | 26 | EUA           |       |           |       |       |
| 37   | Roy Salvadori             | 14 | Regne Unit    |       |           |       |       |
| 38   | Roberto Bonomi            | 4  | Argentina     |       |           |       |       |
| 39   | Keith Greene              | 54 | Regne Unit    |       |           |       |       |
| 40   | Nasif Estefano            | 10 | EUA           |       |           |       |       |
| 41   | Lance Reventlow           | 28 | Regne Unit    |       |           |       |       |
| 42   | Ettore Chimeri            | 44 | Veneçuela     |       |           |       |       |
| 43   | Len Sutton                | 9  | EUA           |       |           |       |       |
| 44   | Lloyd Ruby                | 98 | EUA           |       |           |       |       |
| 45   | Mario de Araujo Cabral    | 32 | Portugal      |       |           |       |       |
| 46   | Masten Gregory            | 30 | EUA           |       |           |       |       |
| 47   | Red Amick                 | 27 | EUA           |       |           |       |       |
| 48   | Piero Drogo               | 12 | Itàlia        |       |           |       |       |
| 49   | Mike Taylor               | 50 | EUA           |       |           |       |       |
| 50   | José Froilán González     | 32 | Argentina     |       |           |       |       |
| 51   | Bob Christie              | 38 | EUA           |       |           |       |       |
| 52   | Gene Force                | 37 | EUA           |       |           |       |       |
| 53   | Chris Bristow             | 36 | Regne Unit    |       |           |       |       |
| 54   | Carel Godin de Beaufort   | 20 | Països Baixos |       |           |       |       |
| 55   | Bud Tingelstad            | 18 | EUA           |       |           |       |       |
| 56   | Bruce Halford             | 48 | Regne Unit    |       |           |       |       |
| 57   | Brian Naylor              | 21 | Regne Unit    |       |           |       |       |
| 58   | Chuck Stevenson           | 65 | EUA           |       |           |       |       |
| 59   | Bob Veith                 | 44 | EUA           |       |           |       |       |
| 60   | Dan Gurney                | 24 | EUA           |       |           |       |       |
| 61   | Bill Homeier              | 39 | EUA           |       |           |       |       |
| 62   | Antoni Creus              | 12 | Espanya       |       |           |       |       |
| 63   | Alfonso Thiele            | 34 | Uruguai       |       |           |       |       |
| 64   | Alberto Rodriguez Larreta | 46 | Argentina     |       |           |       |       |
| 65   | Alan Stacey               | 16 | Regne Unit    |       |           |       |       |
| 66   | Al Herman                 | 76 | EUA           |       |           |       |       |
| 67   | A J Foyt                  | 5  | EUA           |       |           |       |       |
| 68   | Bobby Grim                | 14 | EUA           |       |           |       |       |
| 69   | Edgar Barth               | 24 | Alemanya      |       |           |       |       |
| 70   | Jim Hurtubise             | 56 | EUA           |       |           |       |       |
| 71   | Jack Fairman              | 23 | Regne Unit    |       |           |       |       |
| 72   | Ian Burgess               | 19 | Regne Unit    |       |           |       |       |
| 73   | Harry Schell              | 34 | EUA           |       |           |       |       |
| 74   | Giorgio Scarlatti         | 36 | Itàlia        |       |           |       |       |
| 75   | Gino Munaron              | 4  | Itàlia        |       |           |       |       |
| 76   | Chuck Daigh               | 23 | EUA           |       |           |       |       |
| 77   | Fred Gamble               | 28 | EUA           |       |           |       |       |
| 78   | Jim McWithey              | 16 | EUA           |       |           |       |       |
| 79   | Eddie Sachs               | 6  | EUA           |       |           |       | 1     |
| 80   | Eddie Russo               | 46 | EUA           |       |           |       |       |
| 81   | Duane Carter              | 17 | EUA           |       |           |       |       |
| 82   | Don Freeland              | 73 | EUA           |       |           |       |       |
| 83   | Dick Rathmann             | 97 | EUA           |       |           |       |       |
| 84   | Dempsey Wilson            | 59 | EUA           |       |           |       |       |
| 85   | David Piper               | 26 | Regne Unit    |       |           |       |       |
| 86   | Gene Hartley              | 48 | EUA           |       |           |       |       |